# Olympische Sommerspiele 1988/Teilnehmer (Jugoslawien)
| Gelbes Symbol für Goldmedaillen mit stilisierten Olympischen Ringen | Graues Symbol für Silbermedaillen mit stilisierten Olympischen Ringen | Braundes Symbol für Bronzemedaillen mit stilisierten Olympischen Ringen |
| ------------------------------------------------------------------- | --------------------------------------------------------------------- | ----------------------------------------------------------------------- |
| 3                                                                   | 4                                                                     | 5                                                                       |

Jugoslawien nahm an den Olympischen Sommerspielen 1988 in Seoul mit einer Delegation von 155 Athleten (117 Männer und 38 Frauen) an 72 Wettkämpfen in achtzehn Sportarten teil. Es war die letzte Teilnahme Jugoslawiens an Olympischen Spielen in dieser Form. Fahnenträger bei der Eröffnungsfeier war der Kanute Matija Ljubek.

## Teilnehmer nach Sportarten

### Basketball
| Männer - Silber - Kader Franjo Arapović Zoran Čutura Danko Cvjetićanin Vlade Divac Toni Kukoč Željko Obradović Žarko Paspalj Dražen Petrović Zdravko Radulović Dino Rađa Stojko Vranković Jure Zdovc | Frauen - Silber - Kader Anđelija Arbutina Vesna Bajkuša Polona Dornik Slađana Golić Kornelija Kvesić Mara Lakić Žana Lelas Bojana Milošević Razija Mujanović Danira Nakić Stojna Vangelovska Eleonora Vild |

### Boxen
Männer
- Vukašin Dobrašinović
Halbweltergewicht: 2. Runde

- Darko Dukić
Mittelgewicht: Achtelfinale

- Željko Mavrović
Schwergewicht: Achtelfinale

- Đorđe Petronijević
Weltergewicht: 2. Runde

- Aziz Salihu
Superschwergewicht: Achtelfinale

- Ljubiša Simić
Federgewicht: 2. Runde

- Damir Škaro
Halbschwergewicht: Bronze

### Fußball
Männer
- Gruppenphase

- Kader
  - Tor

1 Dragoje Leković
12 Stevan Stojanović
  - Abwehr

2 Vujadin Stanojković
3 Predrag Spasić
4 Srečko Katanec
5 Davor Jozić
  - Mittelfeld

6 Dragoljub Brnović
7 Refik Šabanadžović
8 Toni Savevski
9 Ivica Barbarić
10 Dragan Stojković
11 Cvijan Milošević
  - Sturm

13 Duško Milinković
14 Davor Šuker
15 Semir Tuce
16 Vladislav Đukić
17 Mirko Mihić
18 Nenad Jakšić
  - Trainer

Ivica Osim

### Handball
| Männer - Bronze - Kader Mirko Bašić Jožef Holpert Boris Jarak Slobodan Kuzmanovski Muhamed Memić Alvaro Načinović Goran Perkovac Zlatko Portner Iztok Puc Rolando Pušnik Momir Rnić Zlatan Saračević Irfan Smajlagić Ermin Velić Veselin Vujović | Frauen - 4. Platz - Kader Svetlana Anastasovska-Obućina Slavica Đukić Dragica Đurić Mirjana Đurica Zita Galic Ljubinka Janković Nataša Kolega Mirjana Krstić Ljiljana Marković Svetlana Mičić Ljiljana Mugoša Svetlana Mugoša-Antić Dragana Pešić Slavica Rinčić Desanka Stojanović |

### Judo
Männer
- Drago Bećanović
Halbleichtgewicht: 9. Platz

- Dragomir Kusmuk
Schwergewicht: 19. Platz

- Filip Leščak
Halbmittelgewicht: 20. Platz

- Ivan Todorov
Mittelgewicht: 19. Platz

### Kanu
Männer
- Ivan Šabjan
Canadier-Einer, 500 Meter: Halbfinale
Canadier-Einer, 1000 Meter: 8. Platz

- Matija Ljubek & Mirko Nišović
Canadier-Zweier, 1000 Meter: Halbfinale

### Leichtathletik
| Männer - Slobodan Branković 400 Meter: Vorläufe 4 × 400 Meter: Halbfinale - Branislav Karaulić 400 Meter Hürden: Vorläufe 4 × 400 Meter: Halbfinale - Rok Kopitar 400 Meter Hürden: Vorläufe - Sejad Krdžalić Speerwurf: 12. Platz - Ismail Mačev 400 Meter: Vorläufe 4 × 400 Meter: Halbfinale - Slobodan Popović 800 Meter: Halbfinale 4 × 400 Meter: Halbfinale - Mirko Vindiš Marathon: 25. Platz - Branko Zorko 1500 Meter: Vorläufe | Frauen - Slobodanka Čolović 800 Meter: 4. Platz - Biljana Petrović Hochsprung: 22. Platz in der Qualifikation |

### Radsport
Männer
- Valter Bonča
Straßenrennen: 78. Platz

- Mićo Brković
Straßenrennen: 32. Platz

- Rajko Čubrić
Straßenrennen: 30. Platz

- Valter Bonča, Sandi Papež, Robert Šebenik & Jože Smole
100 Kilometer Mannschaftszeitfahren: 15. Platz

### Rhythmische Sportgymnastik
Frauen
- Milena Reljin
Einzel: 9. Platz

- Dara Terzić
Einzel: 39. Platz in der Qualifikation

### Ringen
Männer
- Bernard Ban
Halbschwergewicht, griechisch-römisch: 2. Runde

- Zoran Galović
Bantamgewicht, griechisch-römisch: 2. Runde

- Goran Kasum
Mittelgewicht, griechisch-römisch: 5. Platz

- Čedo Nikolovski
Mittelgewicht, Freistil: 5. Runde

- Franc Podlesek
Weltergewicht, griechisch-römisch: 4. Runde

- Nandor Sabo
Leichtgewicht, griechisch-römisch: 4. Runde

- Šaban Sejdi
Weltergewicht, Freistil: 5. Runde

- Zoran Šorov
Bantamgewicht, Freistil: 3. Runde

- Jožef Tertei
Schwergewicht, griechisch-römisch: 5. Platz

- Šaban Trstena
Fliegengewicht, Freistil: Silber

### Rudern
Männer
- Sadik Mujkič & Bojan Prešern
Zweier ohne Steuermann: Bronze

- Roman Ambrožič, Milan Janša & Sašo Mirjanič
Zweier mit Steuermann: 8. Platz

- Vladimir Banjanac, Zlatko Celent, Sead Marušić, Lazo Pivač & Dario Varga
Vierer mit Steuermann: 6. Platz

### Schießen
| Männer - Rajmond Debevec Luftgewehr: 25. Platz - Goran Maksimović Luftgewehr: Gold Kleinkaliber, Dreistellungskampf: 8. Platz Kleinkaliber, liegend: 11. Platz - Srećko Pejović Kleinkaliber, Dreistellungskampf: 21. Platz Kleinkaliber, liegend: 47. Platz | Frauen - Mladenka Maleniča Luftgewehr: 22. Platz Kleinkaliber, Dreistellungskampf: 28. Platz - Eszter Poljak Luftpistole: 25. Platz Sportpistole: 18. Platz - Jasna Šekarić Luftpistole: Gold Sportpistole: Bronze |

### Schwimmen
| Männer - Igor Majcen 400 Meter Freistil: 28. Platz 1500 Meter Freistil: 18. Platz - Darjan Petrič 400 Meter Freistil: 20. Platz 1500 Meter Freistil: 8. Platz | Frauen - Anamarija Petričević 200 Meter Brust: 32. Platz 200 Meter Lagen: 13. Platz 400 Meter Lagen: 17. Platz |

### Segeln
Männer
- Roland Milošević
Windsurfen. 15. Platz

### Tennis
| Männer - Goran Ivanišević Einzel: 1. Runde Doppel: Viertelfinale - Slobodan Živojinović Einzel: 2. Runde Doppel: Viertelfinale | Frauen - Sabrina Goleš Einzel: 2. Runde |

### Tischtennis
| Männer - Zoran Kalinić Einzel: Gruppenphase - Ilija Lupulesku Einzel: Achtelfinale Doppel: Silber - Zoran Primorac Einzel: Achtelfinale Doppel: Silber | Frauen - Jasna Fazlić Einzel: Gruppenphase Doppel: Bronze - Gordana Perkučin Einzel: Gruppenphase Doppel: Bronze |

### Turnen
Männer
- Jože Kolman
Einzelmehrkampf: 82. Platz in der Qualifikation
Boden: 84. Platz in der Qualifikation
Pferd: 67. Platz in der Qualifikation
Barren: 87. Platz in der Qualifikation
Reck: 85. Platz in der Qualifikation
Ringe: 83. Platz in der Qualifikation
Seitpferd:79. Platz in der Qualifikation

### Wasserball
Männer
- Gold

- Kader
Dragan Andrić
Mislav Bezmalinović
Perica Bukić
Veselin Đuho
Igor Gočanin
Deni Lušić
Igor Milanović
Tomislav Paškvalin
Renco Posinković
Goran Rađenović
Dubravko Šimenc
Aleksandar Šoštar
Mirko Vičević